# غانم الجميلي
غانم علوان جواد الجميلي (ولد في 1 يونيو 1950 م)، هو سفير العراق الحالي في المملكة العربية السعودية. تم تعينه من قبل مجلس الحكم العراقي بتاريخ أبريل 2004.
بدأ خدمته في السلك الدبلوماسي بتعيينه سفيراً للعراق في اليابان.

## دراسته
أكمل غانم درجة البكالوريوس في الفيزياء من جامعة بغداد، وحصل على درجة الماجستير في البصريات من جامعة أريزونا، كما أكمل درجة الدكتوراه في الهندسة الكهربائية في جامعة نيومكسيكو.

## حياته
غانم الجميلي متزوج من وداد صالح ولديه أربعة أبناء هم: أنس، يسرا، مريم وعمر.

## الخبرات العلمية
- أبريل 2009 حتى 2014: سفير جمهورية العراق لدى المملكة العربية السعودية.
- تموز 2004 -مارس 2009 : سفير جمهورية العراق لدى اليابان.
- 2001-2003 : رئيس (مؤسسة الحياة للإغاثة والتنمية)، ساوث فيلد، ولاية ميشغان.
- 1996 -2000 : رئيس قسم القياسات (شركة سيغيت لصنع أجهزة خزن المعلومات)، منيابولس، ولاية مينيسوتا.
- 1996: مدير قسم الاغشية الرقيقة (شركة انراد)، نورث فيل، ولاية نيوجرسي.
- 1991-1996 : عضو الهيئة العلمية (معهد الدفع النفاث) مؤسسة الفضاء الأمريكية - ناسا، باسادينا، كاليفورنيا.
- 1987 -1991 : رئيس قسم الأبحاث والتطوير (شركة بار)ويستفورد، ولاية ماساتشوستس.
- 1989 -1991 : أستاذ خارجي (جامعة نورث ايسترن)بوسطن، ولاية ماساتشوستس.
- 1975-1977 : مساعد باحث (مؤسسة الحسن بن الهيثم للبحوث والدراسات)، ببغداد.

## المؤهلات العلمية والخبرات
- 1987 دكتوارة في الهندسة الكهربائية (البصريات)، جامعة نيومكسيكو، البكركي، ولاية نيومكسيكو، الولايات المتحدة الأمريكية.
- 1974 بكلوريوس علوم (فيزياء) كلية العلوم، جامعة بغداد، العراق.

## البحوث المنشورة
- نشر أكثر من ثلاثين بحثا اصيلا في المجالات العلمية الموثقة.
- القاء أكثر من 50 بحث في المؤتمرات العلمية العالمية.
- اشرف على نشر كتابيين في استخدام الليزر في القياسات.

## الشراكة الاستراتيجية بين العراق واليابان
كسفير العراق في اليابان استطاع الجميلي أن يطور العلاقات اليابانية العراقية ويصل إلى توقيع عقد للشراكة الاستراتيجية بين البلدين، وقد تم توقيع هذا العقد من قبل رئيس وزراء اليابان الأسبق شينزو أبه وبرهم صالح نائب الرئيس السابق في العراق.

## الإنجازات
1. اربع براءات اختراع في مجالات تطبيقات الليزر في خزن المعلومات والقياسات.
2. 1991 الرئيس المنتخب لفرع الجمعية الأمريكية للبصريات في إنجلترا الجديدة
3. رئاسة العديد من المؤتمرات العلمية للجمعية الأمريكية للبصريات زجمعية مهندسي البصريات العالمية.
4. منحة دراسية من جامعة نيومكسيكو (1983-1987)
5. شهادة تقديرية من إدارة الفضاء الأمريكية (ناسا) للمساهمة في بناء العربة الفضائية (باث فايندر).
6. مختصر بحث منشور في مجلة بحوث (ناسا).